# Nature Reviews Earth & Environment
Nature Reviews Earth & Environment è una rivista scientifica mensile sottoposta a revisione paritaria e pubblicata dalla Nature Portfolio. È stata fondata nel 2020. Il caporedattore è Graham Simpkins.

## Indicizzazione
Gli abstract e gli articoli della rivista sono indicizzati da:
- Science Citation Index Expanded[3]
- Scopus[4]

Secondo il Journal Citation Reports, nel 2021 Nature Reviews Earth & Environment ha ricevuto un fattore di impatto pari a 37.214, posizionandosi al secondo posto fra 279 riviste presenti nella categoria dedicata alle scienze ambientali. e al primo posto fra 201 riviste presenti nella categoria "Geoscienze, multidisciplinare".